# 灰鼠屬
灰鼠屬（学名：Chinchillula sahamae），哺乳綱、囓齒目、倉鼠科的一屬，而與灰鼠屬（灰鼠）同科的動物尚有色鼠屬（傑氏色鼠）、下袍鼠屬（下袍鼠）、哥倫比亞林鼠屬（哥倫比亞林鼠）、奇布查水鼠屬（奇布查水鼠）等之數種哺乳動物。